# ريبريوف رانتشيكورت
ريبريوف رانتشيكورت (بالفرنسية: Rebreuve-Ranchicourt)‏ هي بلدية تقع في إقليم باد كاليه من منطقة نور با دو كاليه في شمال فرنسا. تبلغ مساحة هذه المدينة 10.73 (كم²)، وترتفع عن سطح البحر 65 م، يبلغ عدد سكانها 1120 نسمة حسب إحصاء المعهد الوطني للإحصاء والدراسات الاقتصادية سنة 2009 م. وترأس Philippe Miloszyk البلدية خلال فترة (2008-2014).